# Biserica Treimea Odihnei din Etiopia
Biserica Treimea Odihnei este o biserică orientală etiopiană de pe malul de vest al Insulei Dek din lacul Tana din Etiopia de nord.